# Finále ženské dvouhry ve Wimbledonu 2023
| Wimbledon 2023 Finále ženské dvouhry Markéta Vondroušová vs. Ons Džabúrová (6.) |                                                    |                                                    |                                                    |                                                    |                                                    |
|                                                                                 | 1.                                                 | 2.                                                 |                                                    |                                                    |                                                    |
| Markéta Vondroušová                                                             | 6                                                  | 6                                                  |                                                    |                                                    |                                                    |
| Ons Džabúrová                                                                   | 4                                                  | 4                                                  |                                                    |                                                    |                                                    |
|                                                                                 |                                                    |                                                    |                                                    |                                                    |                                                    |
| Datum:                                                                          | 15. července 2023                                  | 15. července 2023                                  | 15. července 2023                                  | 15. července 2023                                  | 15. července 2023                                  |
| Turnaj:                                                                         | Wimbledon                                          | Wimbledon                                          | Wimbledon                                          | Wimbledon                                          | Wimbledon                                          |
| Místo:                                                                          | Centre Court, AELTC, Londýn                        | Centre Court, AELTC, Londýn                        | Centre Court, AELTC, Londýn                        | Centre Court, AELTC, Londýn                        | Centre Court, AELTC, Londýn                        |
| Žebříček:                                                                       | Markéta Vondroušová: 42. WTA Ons Džabúrová: 6. WTA | Markéta Vondroušová: 42. WTA Ons Džabúrová: 6. WTA | Markéta Vondroušová: 42. WTA Ons Džabúrová: 6. WTA | Markéta Vondroušová: 42. WTA Ons Džabúrová: 6. WTA | Markéta Vondroušová: 42. WTA Ons Džabúrová: 6. WTA |
| Předešlý poměr vzájemných zápasů: Vondroušová vs. Džabúrová 3–3                 |                                                    |                                                    |                                                    |                                                    |                                                    |
| Markéta Vondroušová (Česko)                                                     |                                                    |                                                    |                                                    |                                                    |                                                    |
| Ons Džabúrová (Tunisko)                                                         |                                                    |                                                    |                                                    |                                                    |                                                    |

Finále ženské dvouhry ve Wimbledonu 2023 představovalo vyvrcholení soutěže dvouhry žen 136. ročníku, nejstaršího tenisového turnaje na světě. Odehrálo se 15. července 2023 od 14 hodin místního času na centrálním dvorci londýnského areálu v All England Clubu.
Čtyřicátá druhá hráčka žebříčku Markéta Vondroušová z Česka v souboji titul porazila tuniskou světovou šestku Ons Džabúrovou a získala první grandslamovou trofej mezi dospělými. Stala se tak nejníže postavenou vítězkou od zavedení žebříčku WTA a první nenasazenou šampionkou od zavedení nasazování v roce 1927. Do utkání vstupovala jako první nenasazená finalistka od Billie Jean Kingové z roku 1963. Pošesté v řadě zvedla nad hlavu mísu Venus Rosewater nová wimbledonská šampionka.
24letá Markéta Vondroušová odehrála po French Open 2019 druhé grandslamového finále. Výhra z ní učinila třetí českou vítězku Wimbledonu po Janě Novotné a Petře Kvitové. Wimbledonská rekordmanka Martina Navrátilová získala všech devět trofejí jako reprezentantka Spojených států.
28letá Ons Džabúrová se probojovala do třetího singlového finále na grandslamu. Potřetí z něj odešla poražena, když nezvládla ani závěrečné duely ve Wimbledonu 2022 a na US Open 2022. Nevyužila tak šanci stát se první africkou i arabskou wimbledonskou šampionkou.

## Pozadí 136. ročníku
Wimbledon 2023 byl třetí grandslamový turnaj tenisové sezóny, který se konal od pondělí 3. července do neděle 16. července 2023, tradičně na travnatých dvorcích v londýnském All England Lawn Tennis and Croquet Clubu. Do ženské dvouhry nastoupilo 128 singlistek. Kazachstánkou obhájkyni trofeje Jelenu Rybakinovou ve čtvrtfinále vyřadila Džabúrová a oplatila jí porážku z finále předchozího ročníku.

## Finalistky
Obě finalistky se v předchozí kariéře utkaly šestkrát, z toho si každá připsala tři výhry i porážky. Poprvé v kvalifikaci Prague Open 2015, v níž Džabúrová zápas skrečovala. Naposledy pak na březnovém BNP Paribas Open 2023 v Indian Wells, kde stejně jako na Australian Open 2023 vyhrála Vondroušová. V obou případech však Tunisanku částečně limitovalo zranění, když po melbournském grandslamu podstoupila menší operační výkon, aniž by upřesnila zdravotní problém, a v Indian Wells návrat uspěchala. Jediný předchozí duel na trávě ovládla Džabúrová v prvním kole Eastbourne International 2021.

### Srovnání finalistek
| Markéta Vondroušová                                                  | logo Wimbledonu             | Ons Džabúrová                 |
| -------------------------------------------------------------------- | --------------------------- | ----------------------------- |
| Markéta Vondroušová, 2021                                            | logo Wimbledonu             | Ons Džabúrová, 2021           |
| Česko                                                                | stát                        | Tunisko                       |
| 28. června 1999 (24 let)                                             | datum narození              | 28. srpna 1994 (28 let)       |
| Sokolov, Česko                                                       | místo narození              | Ksar Hellal, Tunisko          |
| 172 cm                                                               | výška                       | 167 cm                        |
| 42. / 14.                                                            | žebříček WTA                | 6. / 2.                       |
| 22–10 / 242–102                                                      | výhry–prohry                | 16–9 / 409–224                |
| 660 618 USD                                                          | výdělek v sezóně            | 837 885 USD                   |
| 5 447 411 USD                                                        | výdělek v kariéře           | 10 022 628 USD                |
| Jan Hernych                                                          | trenér                      | Issam Jellali                 |
| Yonex                                                                | raketa                      | Wilson                        |
| levou rukou, bekhend obouruč                                         | držení rakety               | pravou rukou, bekhend obouruč |
| 1 WTA                                                                | tituly                      | 4 WTA                         |
| Statistiky ve Wimbledonu 2023 před finále                            |                             |                               |
| 20 (6.)                                                              | esa                         | 29 (3.)                       |
| 18 (8.)                                                              | dvojchyby                   | 14 (13.)                      |
| neumístěna do 20. místa                                              | vítězné míče po 1. servisu  | 175 z 220 = 80 % (2.)         |
| neumístěna do 20. místa                                              | vítězné míče po 2. servisu  | neumístěna do 20. místa       |
| 139 (1.)                                                             | body na příjmu po 1. podání | 102 (4.)                      |
| 82 (4.)                                                              | body na příjmu po 2. podání | 88 (3.)                       |
| 28 (1.)                                                              | využité breakboly           | 26 (3.)                       |
| neumístěna do 20. místa                                              | nejrychlejší podání         | neumístěna do 20. místa       |
| Nejlepší výsledek na Grand Slamu                                     |                             |                               |
| 4. kolo (2021)                                                       | Australian Open             | čtvrtfinále (2020)            |
| finále (2019)                                                        | French Open                 | čtvrtfinále (2023)            |
| 2. kolo (2021)                                                       | Wimbledon                   | finále (2022)                 |
| 4. kolo (2018)                                                       | US Open                     | finále (2022)                 |
| Předešlý vzájemný poměr                                              |                             |                               |
| 3–3                                                                  |                             |                               |
| Poslední vzájemný zápas                                              |                             |                               |
| Třetí kolo BNP Paribas Open 2023 Vondroušová–Džabúrová 7–6(7–5), 6–4 |                             |                               |
| Zdroj: Head 2 Head Comparison: Vondrousova vs Jabeur                 |                             |                               |

### Markéta Vondroušová
| Předchozí účasti |         |
| 2017             | 1. kolo |
| 2018             | 1. kolo |
| 2019             | 1. kolo |
| 2021             | 2. kolo |

Markéta Vondroušová vstoupila do turnaje jako čtyřicátá druhá hráčka žebříčku WTA. V předchozí části sezóny si zahrála se Siniakovou finále čtyřhry travnatého bett1open v Berlíně, na kterém také postoupila do čtvrtfinále dvouhry. Do Wimbledonu přijížděla s jediným vyhraným zápasem z roku 2021 a třemi londýnskými porážkami. V roce 2022 byla v Londýně jako turistka po operaci levého zápěstí, aby v kvalifikaci podpořila kamarádku na okruhu Mirjam Björklundovou. Na túře WTA nehrála téměř půl roku a v únoru 2023 vypadla z elitní světové stovky. Před rozehráním ročníku 2023 měla pouze čtyři vítězná utkání na travnatém povrchu. Z jediného grandslamového finále na French Open 2019 odešla poražena od Bartyové a druhé velké finále, na odložené letní olympiádě 2020, prohrála také.

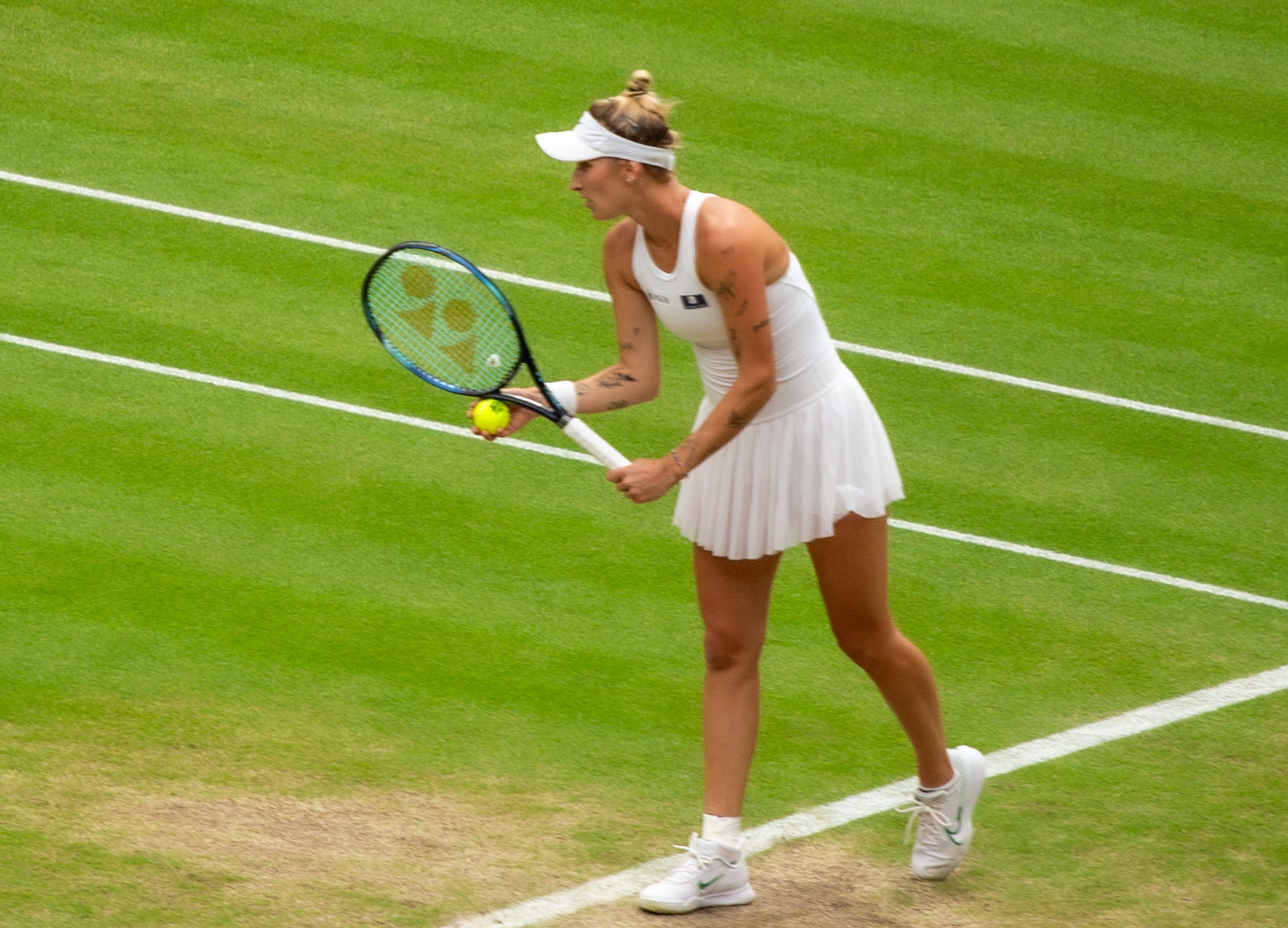
Markéta Vondroušová

Cestu do finále zahájila výhrou nad 21letou Američankou Peyton Stearnsovou. Poté vyřadila dvanáctou hráčku žebříčku Veroniku Kuděrmetovovou, které čtyřikrát prolomila podání a sama jej ztratila pouze jednou. Nezastavila ji ani chorvatská světová jednadvacítka Donna Vekićová. Výhrou zkompletovala osmifinálové účasti na všech grandslamech. Dvakrát musela otáčet průběh zápasu. Poprvé ve čtvrtém kole proti krajance a dvaatřicáté nasazené Marii Bouzkové, jež získala úvodní sadu. Další dva sety již připadly Vondroušové, čímž poprvé v sezóně zvítězila ve čtyřech utkáních za sebou a podruhé v kariéře postoupila do grandslamového čtvrtfinále dvouhry. Na prahu vyřazení se ocitla ve čtvrtfinále s americkou světovou čtyřku Jessicu Pegulaovou. V rozhodujícím dějství, v jejímž průběhu byla po čtyřech gamech hra přerušena pro zatažení střechy, prohrávala již 1–4 na gamy a Pegulaová nevyužila brejkbol na vedení 1–5. Sérií pěti vítězných her však sokolovská rodačka prošla do semifinále. Po zápase jí deblová spoluhráčka Miriam Kolodziejová nabídla odstoupení ze čtyřhry, v níž prošly do třetího kola, aby se Vondroušová mohla soustředit na singla a ulevit kotníku, který jí působil potíže. V semifinále porazila Ukrajinku hrající na divokou kartu Elinu Svitolinovou. Jednalo se tak o první wimbledonské semifinále dvou nenasazených hráček v otevřené éře. V prvním kariérním zápase na centrálním dvorci dominovala, vyjma pasáže od stavu 4–0 a 40:0 ve druhé sadě, kdy Ukrajinka dvěma prolomenými podáními dotáhla ztrátu, aby následně o servis opět přišla.
I přes šest výher v ročníku 2023 vstupovala Voundroušová do finále s negativní bilancí zápasů na trávě 10–11, ale v probíhajícím ročníku kralovala statistikám získaných bodů na příjmu po 1. podání i nejvyššímu počtu využitých brejkbolů. Česká tenistka postoupila do boje o titul na druhém grandslamu v řadě, když Karolína Muchová neuspěla v závěrečném klání French Open 2023.

#### Cesta do finále
| Kolo        | soupeřka                    | WTA | výsledek      |
| ----------- | --------------------------- | --- | ------------- |
| 1. kolo     | Peyton Stearnsová           | 59. | 6–2, 7–5      |
| 2. kolo     | Veronika Kuděrmetovová (12) | 12. | 6–3, 6–3      |
| 3. kolo     | Donna Vekićová (20)         | 21. | 6–1, 7–5      |
| 4. kolo     | Marie Bouzková (32)         | 33. | 2–6, 6–4, 6–3 |
| Čtvrtfinále | Jessica Pegulaová (4)       | 4.  | 6–4, 2–6, 6–4 |
| Semifinále  | Elina Svitolinová (WC)      | 76. | 6–3, 6–3      |

### Ons Džabúrová
| Předchozí účasti |             |
| 2017             | 1. kolo     |
| 2018             | 2. kolo     |
| 2019             | 1. kolo     |
| 2021             | čtvrtfinále |
| 2022             | finále      |

Ons Džabúrová přijela do Londýna v pozici světové šestky a obhájkyně finálové účasti z předchozího ročníku. V odehrané části sezóny vybojovala titul na zelené antuce Charleston Open a na přípravných travnatých turnajích v Berlíně a Eastbourne vyhrála jediný zápas. Od roku 2021, kdy poprvé postoupila do wimbledonského čtvrtfinále, získala na travnatých turnajích nejvyšší počet dvaceti dvou výher ze všech hráček na okruhu.

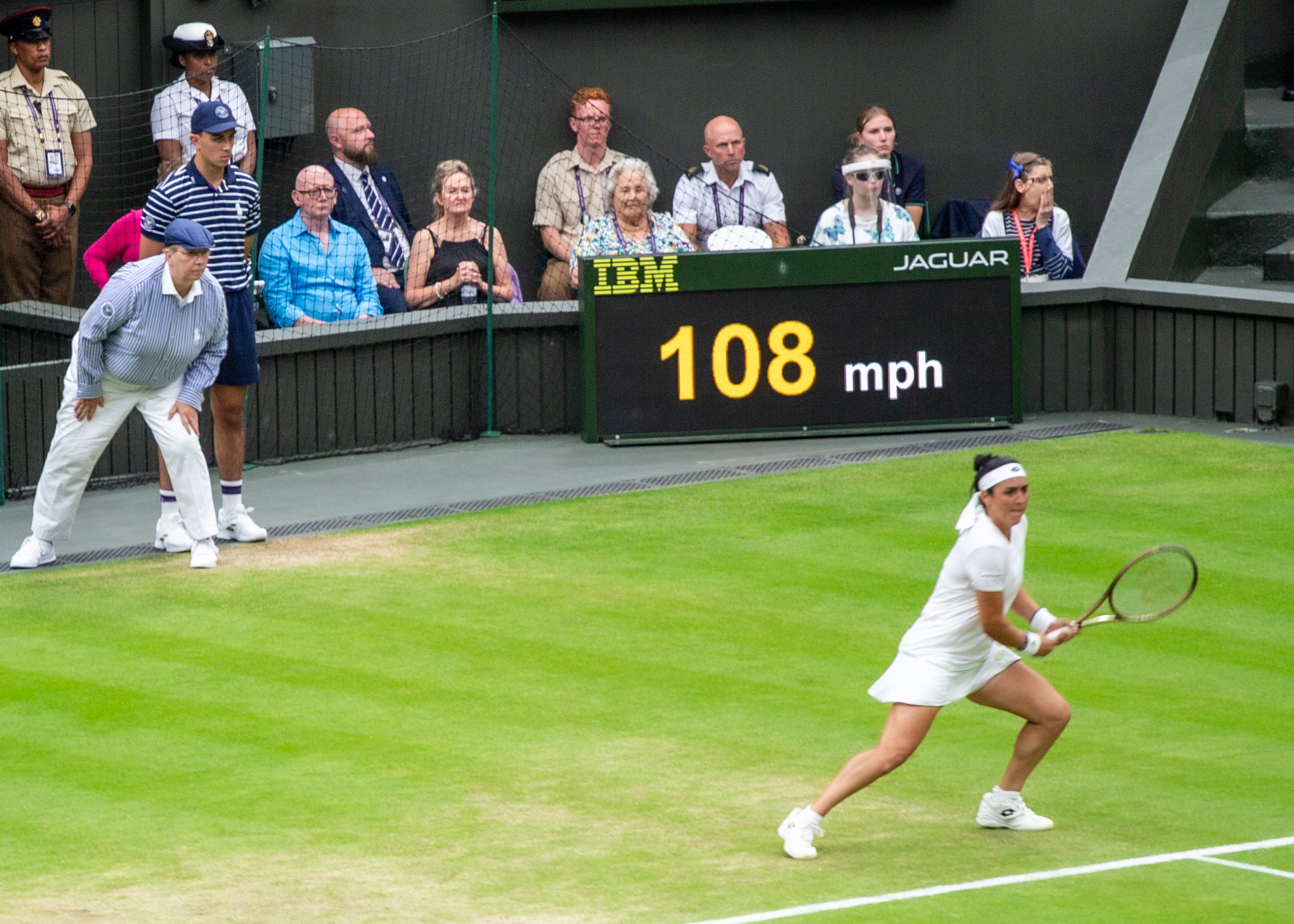
Ons Džabúrová

Do wimbledonské dvouhry vstoupila hladkými výhrami nad Polkou Magdalenou Fręchovou a na grandslamu debutující čínskou kvalifikantkou Čuo-süan Pajovou. Třikrát zvládla dohnat ztrátu úvodní sady a postoupit do další fáze. Poprvé ve třetím kole proti Kanaďance Biance Andreescuové, s níž ve třetí sadě prohrávala již 1–3 na gamy. S dvojnásobnou wimbledonskou šampionkou a světovou devítkou Petrou Kvitovou pak ztratila jen tři gamy a v All England Clubu jí uštědřila druhého „kanára“. V prvním ze dvou utkání ročníku mezi členkami elitní světové desítky oplatila Češce porážku z roku 2019. V úvodním setu čtvrtfinále proti Jeleně Rybakinové nevyužila setbol a sadu ztratila v tiebreaku. Přesto Kazachstánce oplatila prohru z rok starého finále, když ve zbytku zápasu odvrátila všech pět brejkbolů a připsala si osm z devíti závěrečných gamů zápasu. Finalistky předchozího ročníku se v All England Clubu utkaly poprvé od roku 2009, kdy sestry Serena a Venus Williamsovy postoupily do finále stejně jako v ročníku 2008.
V semifinále opět otočila průběh se světovou dvojkou Arynou Sabalenkovou, jíž oplatila vyřazení ze čtvrtfinále ročníku 2021. Jako první hráčka od finálových účastí Sereny Williamsové v letech 2018 a 2019 postoupila do boje o titul ve dvou navazujících ročnících. Od výkonu Williamsové v roce 2012 se také stala první hráčkou, která vyřadila tři členky elitní světové desítky – Kvitovou, Rybakinovou a Sabalenkovou, a jako čtvrtá tenistka porazila na jediném grandslamu čtyři grandslamové šampionky.

#### Cesta do finále
| Kolo        | soupeřka              | WTA  | výsledek           |
| ----------- | --------------------- | ---- | ------------------ |
| 1. kolo     | Magdalena Fręchová    | 70.  | 6–3, 6–3           |
| 2. kolo     | Paj Čuo-süan (Q)      | 191. | 6–1, 6–1           |
| 3. kolo     | Bianca Andreescuová   | 50.  | 3–6, 6–3, 6–4      |
| 4. kolo     | Petra Kvitová (9)     | 9.   | 6–0, 6–3           |
| Čtvrtfinále | Jelena Rybakinová (3) | 3.   | 6–7(5–7), 6–4, 6–1 |
| Semifinále  | Aryna Sabalenková (2) | 2.   | 6–7(5–7), 6–4, 6–3 |

## Finále
Finále se konalo v sobotu 15. července 2023 na centrálním dvorci od 14 hodin Britského letního času (15 hodin SELČ). Hlavní rozhodčí se stala Švédka Louise Azemar Engzellová, která rozhodovala také finále mužské dvouhry na Australian Open 2023. Pro dešť se hrálo pod zataženou střechou.

### Výsledek
| Finalistky          | Finalistky    | 1. set | 2. set |
| Markéta Vondroušová |               | 6      | 6      |
| Ons Džabúrová (6)   |               | 4      | 4      |
| Čas: 1:20 hod       | Čas: 1:20 hod | 40 min | 40 min |

### Průběh
Džabúrová vstoupila do utkání lépe, když si vypracovala vedení 2–0 a 40:15 na podání. Časný brejk však nedokázala potvrdit. Vzhledem k tomu, že se obě finalistky potýkaly s nervozitou a dostatečně jim nefungovala mezihra, využila Vondroušová druhou brejkovou příležitost a ztracené podání si vzala zpět. V dalším gamu odvrátila čtyři brejkové hrozby a srovnala na 2–2. Čistou hrou pak podruhé získala servis soupeřky a ujala se vedení 4–2. O podání však stejným způsobem vzápětí přišla. Tunisanka následně srovnala na 4–4. Úspěšnost jejího prvního servisu v dané fázi utkání činila jen 41 %. Klíčový moment nastal v devátém gamu, kdy Češka využila první nabídnutý brejkbol a – po zkažené jednoduché smeči Džabúrové –, potřetí prolomila podání. Set pak doservírovala do vítězného konce 6–4 druhou čistou hrou.
Ani jedna z finalistek se neprezentovala nejlepší kvalitou hry z předchozích kol. Džabúrová kazila i jednodušší míče. Z úvodních pěti odehraných her druhé sady si každá prohrála dvakrát servis. Tunisanka tak nepotvrdila brejk při vedení 3–1 a Češce se podařilo srovnat gamy na 3–3. Následně se zopakoval scénář z první sady. Sokolovská rodačka potřetí v setu opět prolomila podání za stavu 4–4, když soupeřka při prvním brejkbolu vyhodila do autu jednoduchý forhend a se svěšenou hlavou zamířila k lavičce. Vondroušová si znovu v závěrečné hře vypracovala náskok 40:0, který využila druhým proměněným mečbolem.

### Statistiky
| Statistiky finále                                                                                              | Statistiky finále             | Statistiky finále |
| Vondroušová |                               | Džabúrová         |
| --- | ----------------------------- | ----------------- |
| 0 | esa                           | 1                 |
| 4 | dvojchyby                     | 0                 |
| 10 | vítězné míče                  | 25                |
| 13 | nevynucené chyby              | 31                |
| 68 | všechny získané míče          | 57                |
| 164,15 km/h | průměrná rychlost 1. podání   | 160,93 km/h       |
| 136,79 km/h | průměrná rychlost 2. podání   | 125,53 km/h       |
| 181,86 km/h | nejrychlejší podání           | 175,42 km/h       |
| 41 ze 65 = 63 %                                                                                                | 1. podání do dvorce           | 29 ze 60 = 48 %   |
| 25 ze 41 = 61 %                                                                                                | % vítězných míčů po 1. podání | 14 z 29 = 48 %    |
| 11 z 24 = 46 %                                                                                                 | % vítězných míčů po 2. podání | 14 z 31 = 45 %    |
| 10 ze 14 = 71 %                                                                                                | hra na síti                   | 12 ze 17 = 71 %   |
| 6 ze 7 = 86 %                                                                                                  | proměnění brejkbolů           | 4 z 10 = 40 %     |
| 36 ze 60 = 53 %                                                                                                | vítězné míče na příjmu        | 29 ze 65 = 45 %   |
| 2 363,0 m | uběhnutá vzdálenost           | 2 679,3 m         |
| 18,9 m | uběhnutá vzdálenost na výměnu | 21,4 m            |
| Celkový počet míčů na straně tenistky zahrnuje i dvojchyby protihráčky. Nevynucené chyby zahrnují i dvojchyby. |                               |                   |

### Závěrečný ceremoniál
Na centrální dvorec zavítala patronka All England Clubu klubu Catherine, princezna z Walesu, aby potřetí předala ceny finalistkám. Nejdříve byla oceněna stříbrným tácem poražená Ons Džabúrová. Do rukou Markéty Vondroušovové pak princezna předala stříbrnou mísu Venus Rosewater s vyobrazenými mytologickými výjevy, určenou pro šampionku wimbledonské dvouhry.
Džabúrová se slzami v očích označila druhou finálovou porážku v řadě za nejbolestivější prohru v její kariéře. Ceremoniál tak připomněl příběh Jany Novotné, která se po finálové prohře s Grafovou v roce 1993 rozplakala na rameni vévodkyně z Kentu.
Z královské lóže finále přihlížely grandslamové šampionky Billie Jean Kingová s Martinou Navrátilovou či Sue Barkerovou, dále pak Nick Jonas s manželkou Priyankou Chopra, z hráčského boxu Vondroušové Jan Kodeš, Jiří Hřebec i Helena Suková. Mezi dalšími diváky byli přítomni Lewis Capaldi, Emma Watsonová, Maggie Smithová, Katherine Jenkinsová, Andrew Garfield či Lin-Manuel Miranda.

### Kariérní informace
Markéta Vondroušová získala první grandslamový titul v ženském tenise a teprve druhý na okruhu WTA Tour, po triumfu na Ladies Open Biel Bienne 2017, kde v sedmnácti letech odehrála druhý turnaj na túře WTA. Po Janě Novotné z roku 1998 a Petře Kvitové z let 2011 a 2014 triumfovala ve Wimbledonu jako třetí česká šampionka. Rekordmanka Martina Navrátilová získala devět trofejí mezi roky 1978–1990 již pod vlajkou Spojených států, když z Československa emigrovala po US Open 1975. Vondroušová vyhrála jako pátá levoruká šampionka v otevřené éře po Jonesové, Navrátilové, Kvitové a Kerberové. Stala se rovněž první grandslamovou vítězkou od Krejčíkové na French Open 2021, jež na cestě za titulem vyřadila pět nasazených hráček. V All England Clubu se to naposledy podařilo Kvitové v roce 2011. Po skončení se poprvé posunula do elitní světové desítky, jíž ve vydání žebříčku ze 17. července 2023 uzavírala na 10. místě. Z české sedmičky se stala dvojkou, za osmou hráčkou žebříčku Kvitovou a do Top 10 pronikla jako šestá Češka od roku 2000. Vylepšila tím kariérní maximum 14. příčky z července 2019. Odvezla si také odměnu 2,35 milionů liber (cca 65,1 milionů korun), což ji posunulo mezi sto nejvýdělečnějších tenistek historie.
Vondroušová ovládla londýnský grandslam jako první nenasazená hráčka od zavedení systému nasazování v roce 1927. Všechny čtyři nenasazené finalistky předchozí finále prohrály, Helen Jacobsová (1938), Angela Mortimerová (1958), Věra Suková (1962) a Billie Jean Moffittová (1963). Vondroušová před Wimbledonem vyhrála jen čtyři zápasy na trávě. Menší počet tří vítězných zápasů před ziskem první wimbledonské trofeje v roce 1997 měla pouze Martina Hingisová. Z pozice světové dvaačtyřicítky se stala nejníže postavenou vítězkou od zavedení žebříčku WTA v roce 1975 a druhou nejníže postavenou finalistkou po Sereně Williamsové, které v roce 2018 patřilo 181. místo.
Ons Džabúrová prohrála v rámci open éry úvodní tři kariérní grandslamová finále stejně jako Chris Evertová, Wendy Turnbullová, Helena Suková, Jana Novotná, Mary Joe Fernandezová, Dinara Safinová, Kim Clijstersová a Simona Halepová. Po skončení setrvala na 6. příčce žebříčku. V případě triumfu by se posunula na 3. místo. Na túře WTA prohrála osmé z dvanácti kariérních finále. Její odměna činila 1,175 milionu liber.